# Pierwszy gabinet Williama Pitta Młodszego

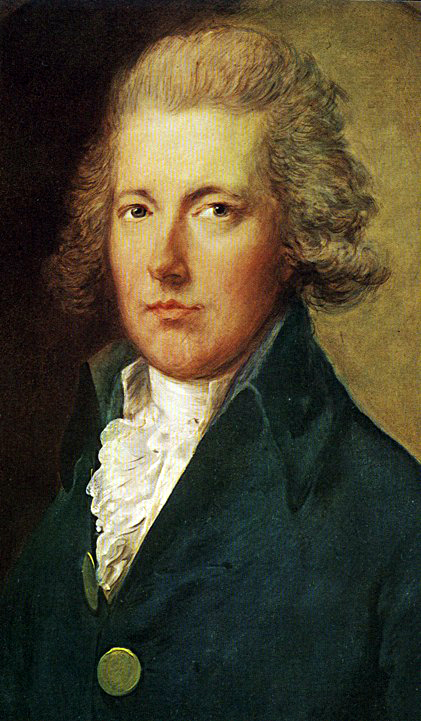
William Pitt Młodszy, premier, pierwszy lord skarbu, kanclerz skarbu

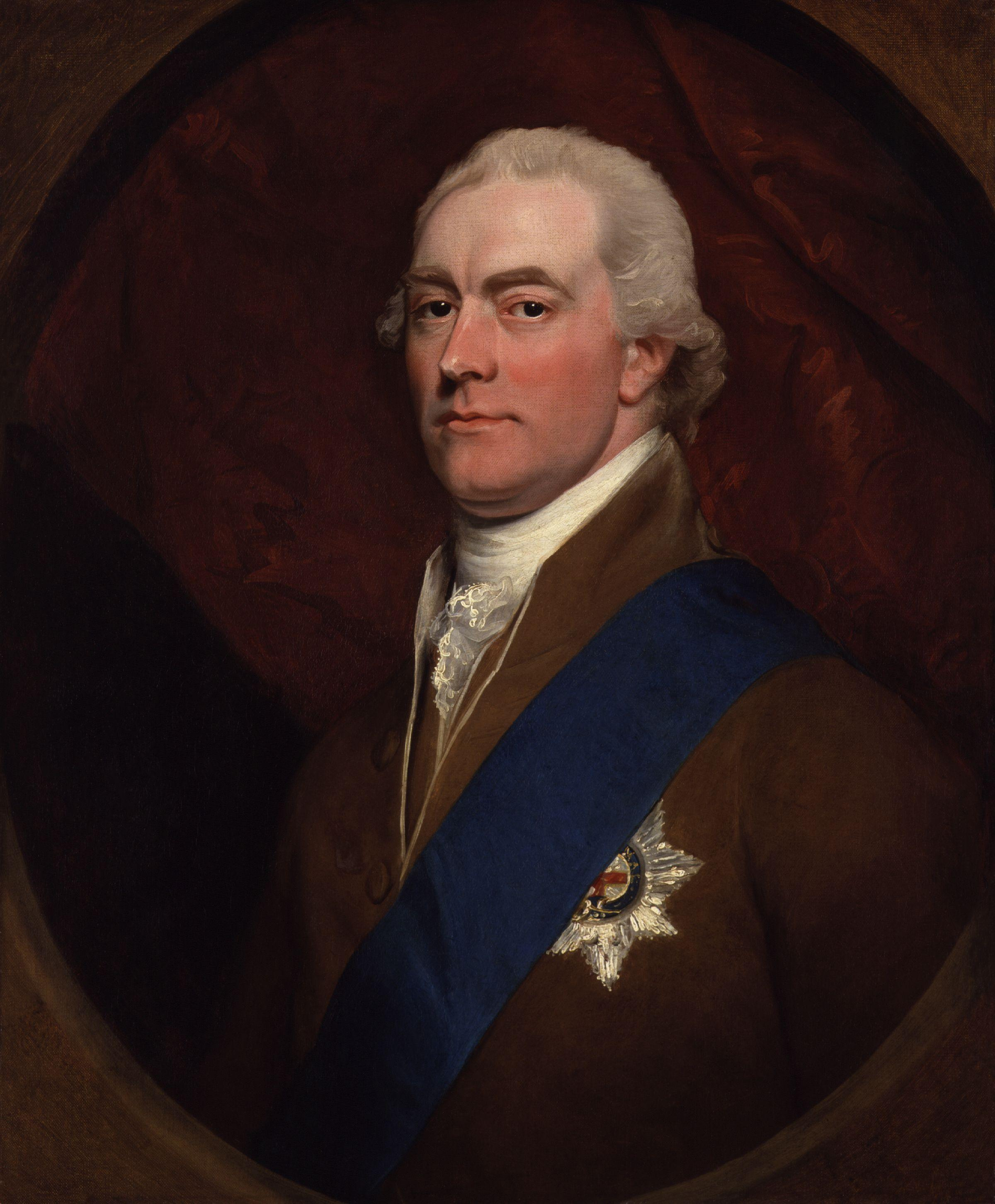
Hrabia Spencer, lord tajnej pieczęci, pierwszy lord Admiralicji

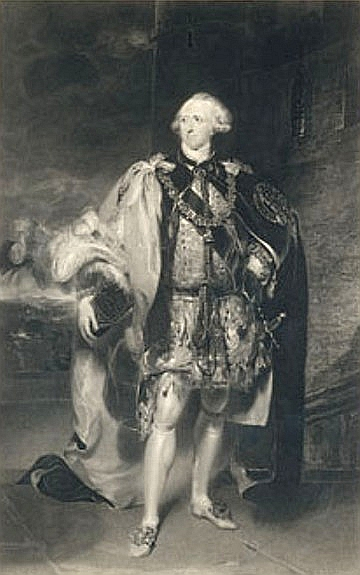
Książę Leeds, minister spraw zagranicznych

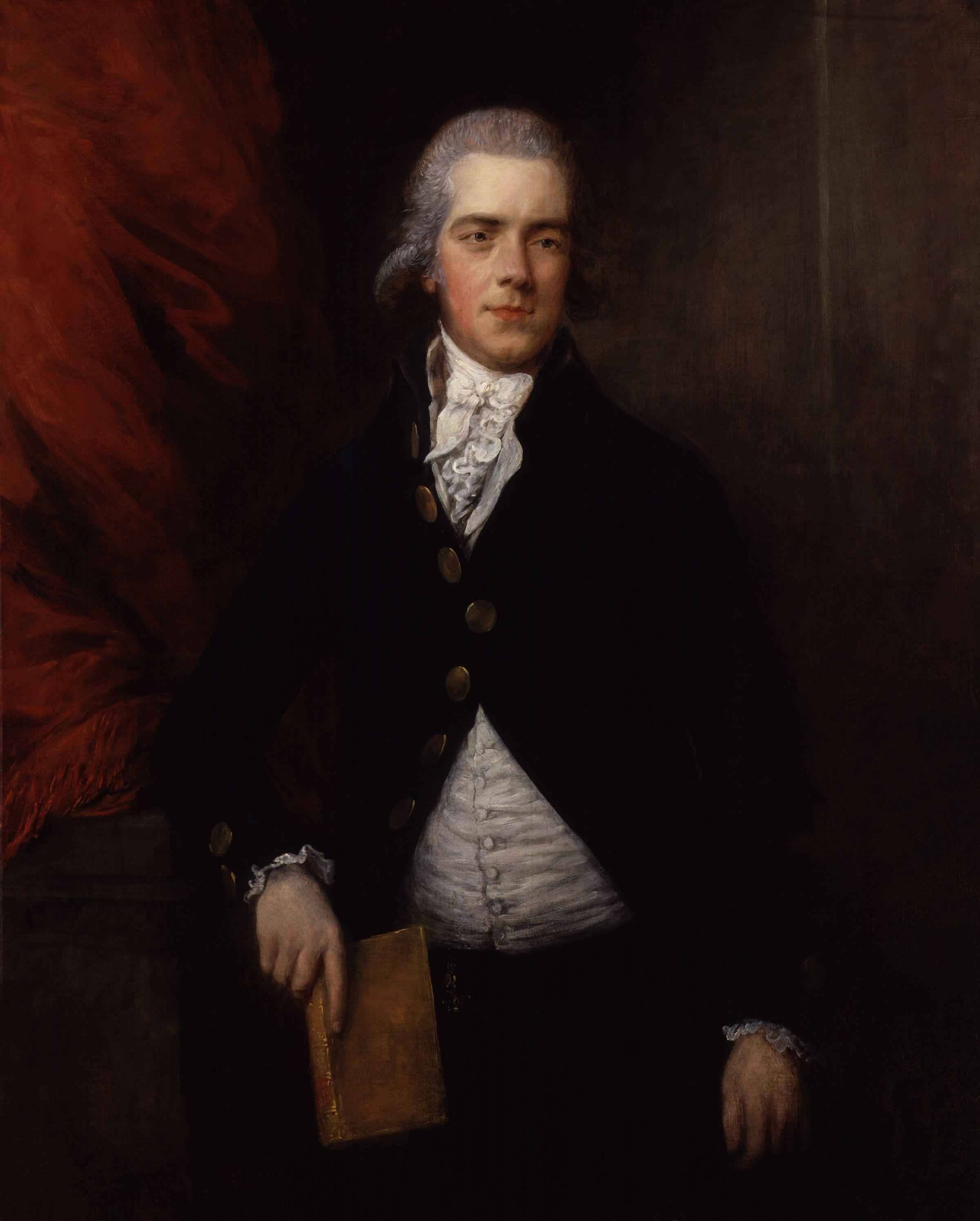
Lord Grenville, minister spraw wewnętrznych, minister spraw zagranicznych

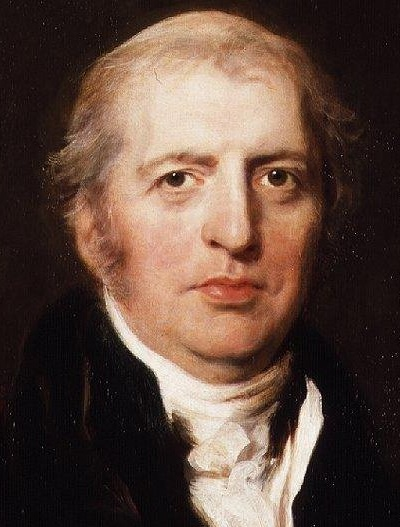
Lord Hawkesbury, minister spraw zagranicznych

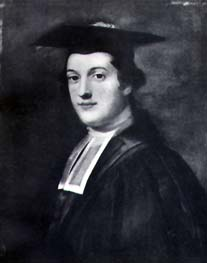
Książę Portland, minister spraw wewnętrznych

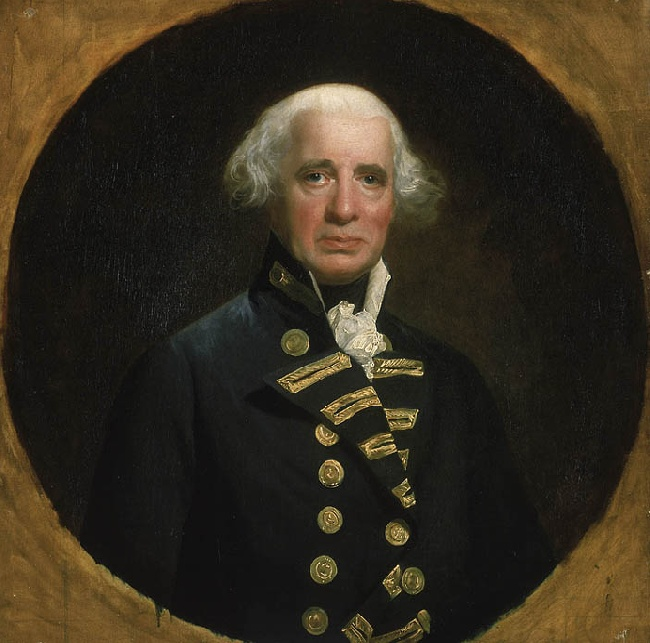
Wicehrabia Howe, pierwszy lord Admiralicji

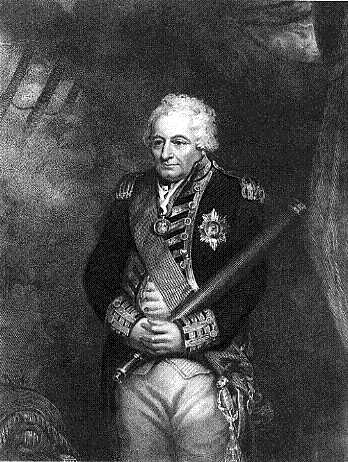
Hrabia St Vincent, pierwszy lord Admiralicji

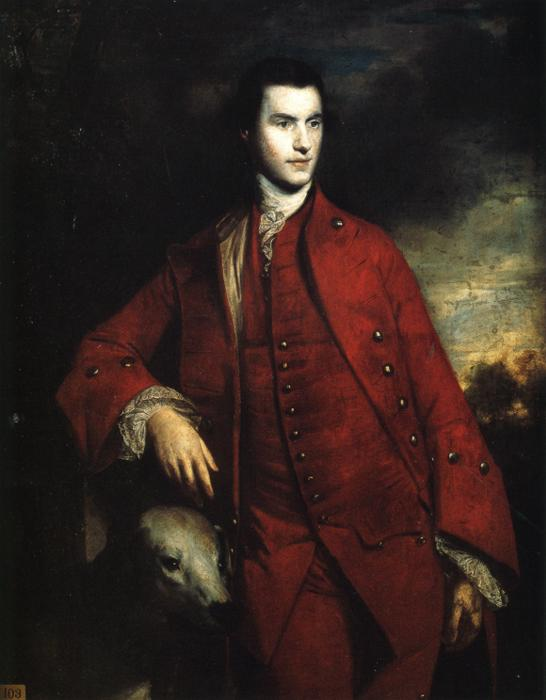
Książę Richmond, generał artylerii

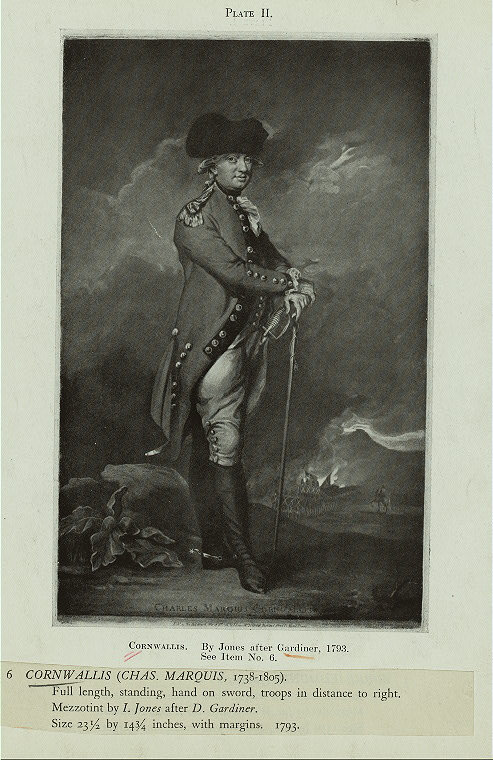
Markiz Cornwallis, generał artylerii, lord namiestnik Irlandii

Gabinet Williama Pitta Młodszego został powołany 19 grudnia 1783 r.; podał się do dymisji 14 marca 1801 r.

## Skład gabinetu
| Urząd                                                                 | Imię i nazwisko                                                                                            | Kadencja                                                    |
| --------------------------------------------------------------------- | --- | ----------------------------------------------------------- |
| Premier Pierwszy lord skarbu Kanclerz skarbu Przewodniczący Izby Gmin | William Pitt Młodszy                                                                                       | 1784–1801                                                   |
|                                                                       | |                                                             |
| Lord kanclerz                                                         | Edward Thurlow urząd komisyjny Alexander Wedderburn                                                        | 1784–1792 1792–1793 1794–1801                               |
| Lord przewodniczący Rady                                              | Granville Leveson-Gower Charles Pratt William FitzWilliam David Murray John Pitt                           | 1784–1784 1784–1794 1794 1794–1796 1796–1801                |
| Lord tajnej pieczęci                                                  | Charles Manners Granville Leveson-Gower George Spencer John Pitt John Fane                                 | 1784–1784 1784–1794 1794 1794–1798 1798–1801                |
| Minister spraw zagranicznych                                          | Francis Osborne William Grenville Robert Jenkinson                                                         | 1784–1791 1791–1801                                         |
| Minister spraw wewnętrznych                                           | Thomas Townshend William Grenville Henry Dundas William Cavendish-Bentinck                                 | 1784–1789 1789–1791 1791–1794 1794–1801                     |
| Pierwszy lord Admiralicji                                             | Richard Howe John Pitt George Spencer John Jervis                                                          | 1784–1788 1788–1794 1794–1801 1801                          |
| Generał artylerii                                                     | Charles Lennox Charles Cornwallis                                                                          | 1784–1795 1795–1801                                         |
| Lord namiestnik Irlandii                                              | Charles Manners George Nugent-Temple-Grenville John Fane William FitzWilliam John Pratt Charles Cornwallis | 1784–1787 1787–1789 1789–1794 1794–1795 1795–1798 1798–1801 |
| Przewodniczący Zarządu Handlu                                         | Charles Jenkinson                                                                                          | 1791–1801                                                   |
| Minister wojny                                                        | Henry Dundas                                                                                               | 1794–1801                                                   |
| Sekretarz ds. wojny                                                   | William Windham                                                                                            | 1794–1801                                                   |